# Пшибыл, Иероним
Иероним Пшибыл (пол. Hieronim Przybył; 12 января 1929, Лодзь – 15 января 2002, Варшава) – польский кинорежиссёр, сценарист и актёр.

## Биография
В 1954 году окончил режиссёрский факультет Киношколы в Лодзи. С 1953 года – помощник режиссёра, режиссёр и сценарист.
В 1973–1978 годах работал режиссёром дубляжа.

## Фильмография
Режиссёр
- 1965 – Познанские соловьи
- 1967 – Париж - Варшава без визы
- 1969 – Девичий заговор
- 1971 – Миллион за Лауру

Сценарист
- 1963 – Жена для австралийца
- 1969 – Девичий заговор

Актёр
- 1962 – Запоздавшие прохожие – эпизод
- 1971 – Миллион за Лауру – торговец на базаре (нет в титрах)

Кроме того , в качестве помощника и второго режиссёра принимал участие в съёмках фильмов: "Никодем Дызма" (1956), "Три женщины" (1956), "Петля" (1957), "Ранчо Техас" (1958), "Безмолвная звезда" (1960), "Сегодня ночью погибнет город" (1961), "Выстрел" (1965) и др.

## Награды
- 1965 – Венецианский кинофестиваль – Приз Лев св. Марка за фильм "Познанское соловьи".
- 1965 – кинофестиваль Gijon для детей и молодёжи – Почётный диплом.